# P-05B
docomo STYLE series P-05B（ドコモ スタイル シリーズ ピー ゼロ ご ビー）は、パナソニック モバイルコミュニケーションズによって開発された、NTTドコモの第三世代携帯電話（FOMA）端末である。docomo STYLE seriesの端末。

## 概要
主に20～30代の女性をターゲットにしており、女性を意識したデザインやイルミネーションが特徴。背面デザインには、鏡面仕上げの表面パネル（Jubilee Stripeを除く）を施すとともに、有機ELカラーサブディスプレイと着信時やクローズ時に宝石のように美しく輝く白色2灯・カラー1灯の「ティンクルイルミ」を配したエレガントなデザインで、上品さを演出している。4色のカラーバリエーションを揃え、このうち「Jubilee Stripe（ジュビリーストライプ）」は、ニューヨークを拠点とする人気アパレルブランド「kate spade（ケイト・スペード）」とのコラボレーションモデル。アパレルブランドとのコラボレーションは、パナソニック製の携帯電話では本機種が初めてとなる。同ブランドのイメージに合わせたストライプ柄をあしらったデザインを採用している。またきせかえツールやデコメ絵文字などのオリジナルコンテンツがプリインストールされているほか、携帯電話を収納することもできるオリジナルミニバッグや購入者限定のオリジナル待受画面がダウンロードできるスペシャルサイトへアクセスできるQRコードが掲載されたメッセージカードを同梱、外箱にはコラボモデル専用のパッケージを採用したスペシャル仕様となっている。
おサイフケータイやiコンシェルに対応するが、GPSやBluetoothは搭載されておらず、iアプリオンラインやiアプリタッチ、新サービスの「iBodymo」には対応していない。
メインディスプレイは、高い色再現性と視野角の広さに優れた26万2144色表示の約3.0インチフルワイドQVGA有機ELディスプレイを採用。サブディスプレイも有機ELを採用し、1万1340色のカラー表示に対応しており、文字色は7色、時計パターンは4種類から選択できるほか、本体を閉じると時々イルミネーションと連動して模様を表示する「ハッピーイルミネーション」にも対応している。着信イルミネーションは43のパターンからカスタマイズが可能。
電池パック容量960mAhの長持ちバッテリーにより、連続待受時間約750時間を実現。さらに電池残量があらかじめ設定した数値より少なくなると自動的に省電力モードに切り替わる「オートecoモード」を搭載。またecoモードは、「5」キーの長押しによりワンタッチで設定や解除ができるほか、ディスプレイの照明設定や明るさ、省電力移行時間など9項目から自由に選択することもできる。
810万画素のメインカメラは、わずか約0.7秒の高速起動と約0.2秒の高速オートフォーカスにより、撮りたい瞬間を逃さず撮影できる。また集合写真や大きい建物、広い風景を撮影するのに便利な広角28mmレンズを搭載したほか、カメラが撮影シーンを自動識別する「インテリジェントオート」は、従来の標準・風景・人物・接写・夜景に加え、ビーチ・食べ物・雪・夕焼け・文字が追加された。その他、撮影ボタン一押しで8枚を連写し、その中からピントや構図をもとにベストショットを自動で選ぶ「おまかせチョイス」、検出した顔が笑顔になった時に自動で撮影する「笑顔シャッター」、2人の顔を検出し、顔の距離が近づくと自動撮影する「ラブシャッター」、設定した顔を検出するとセルフタイマーが作動して、約3秒後に撮影する「グループシャッター」、薄暗い場所でもフォトライト無しで撮影できる最大ISO12800相当の高感度撮影、撮った写真を日時や撮影シーン、色などカテゴリ別に自動で分類・整理できる「ピクチャ分類」、UniPhierによる超解像技術により、小さなサイズの画像をきれいに拡大・補正したり、暗く写った写真を明るく鮮やかに補正できるほか、保存した人物画像の肌を明るく色白に調整したり、瞳を大きくしたりすることもできる。
| 主な対応サービス                   | 主な対応サービス                                                    | 主な対応サービス                       | 主な対応サービス                                     |
| ---------------------------------- | ------------------------------------------------------------------- | -------------------------------------- | ---------------------------------------------------- |
| タッチパネル                       | FOMAハイスピード （送信2.0Mbps/受信7.2Mbps）                        | Bluetooth                              | DCMX／おサイフケータイ                               |
| iアプリオンライン／地図アプリ      | 直感ゲーム／メガiアプリ                                             | iウィジェット                          | マチキャラ／iコンシェル                              |
| ホームU／ポケットU                 | GPS／ケータイお探し                                                 | デコメール／デコメ絵文字／デコメアニメ | iチャネル                                            |
| 着もじ                             | テレビ電話/キャラ電                                                 | ケータイデータお預かりサービス         | フルブラウザ                                         |
| おまかせロック／バイオ認証         | 外部メモリーへiモードコンテンツ移行／ユーザーデータ一括バックアップ | トルカ                                 | iC通信／iCお引越しサービス                           |
| きせかえツール／ダイレクトメニュー | バーコードリーダ／名刺リーダ                                        | 2in1                                   | エリアメール／ソフトウェアーアップデート自動更新     |
| GSM／3Gローミング（WORLD WING）    | 着うたフル／うた・ホーダイ                                          | Music&Videoチャネル／ビデオクリップ    | デジタルオーディオプレーヤー(WMA)(AAC)(SDオーディオ) |

1. ↑  「しゃべる」に対応。
2. ↑  インカメラがないため、相手の顔を見ながら、自画像を送信することはできない（メインカメラを利用して自画像を送信することは可能）。

## ワンセグ機能
- EPG（録画予約も可）
- 字幕放送
- 「モバイルWスピード」による60fps表示

## プリインストールiアプリ
以下のiアプリが購入時に端末にプリインストールされている。
| アプリ名                                | 概要 |
| --------------------------------------- | --- |
| 99のなみだモバイル体験版                | 心にしみるショートストーリーを通して、やすらぎや癒やしを得ることができる読書アプリ。                              |
| pop'n music（体験版）                   | 落ちてくるマークを合わせて端末のキーを押すことで音楽のリズムに乗って遊ぶゲーム。                                  |
| ズーキーパーDX スコアアタック（体験版） | 動物を入れ替えて、同じ動物を縦横3個以上並べて捕まえていく制限時間付きのアクションゲーム。                         |
| ケータイTOOL＜辞書＞                    | 「学研 辞スパ英和・和英辞書」、「学研 国語辞書」を搭載した総合辞書。相互の辞書でのクロス検索も可能。              |
| リバーシ                                | ゲームアプリ |
| Gガイド番組表リモコン                   | テレビ番組表とAVリモコン機能が1つになったアプリ                                                                   |
| iD設定アプリ                            | おさいふケータイクレジット決済サービスiDの設定アプリ                                                              |
| DCMXクレジットアプリ                    | NTTドコモが提供するおさいふケータイクレジットDCMXの設定アプリ                                                     |
| モバイルGoogleマップ                    | Googleマップを表示して地域情報やストリートビューなどを表示できるアプリ                                            |
| モバイルSuica登録用iアプリ              | モバイルSuica契約用のiアプリ                                                                                      |
| iアバターメーカー                       | iアバターを作成するアプリ                                                                                         |
| 楽オク☆アプリ2                          | 楽天オークションにいつでもどこでもカンタンに出品できるアプリ                                                      |
| 地図アプリ                              | オープンiエリアを利用した現在地の確認や指定した場所の地図を見たり、目的地までのルート確認を行うことができるアプリ |
| iアプリバンキング                       | モバイルバンキングを簡単に利用するためのアプリ                                                                    |
| ドコモwebメール                         | パソコンからも、FOMA端末からも利用できるメールサービス「ドコモwebメール」のアプリ                                 |
| マクドナルド トクするアプリ             | 日本マクドナルドのかざすクーポンなどを利用するためのアプリ                                                        |
| Google モバイル                         | Googleのモバイル検索機能が利用できるアプリ                                                                        |

上記のアプリの他、ドコモマーケットなどから、様々なアプリケーションをダウンロードし利用することが可能となる。

## 歴史
- 2010年5月18日 - F-06B・F-07B・F-08B・L-04B・N-04B・N-05B・N-06B・N-07B・N-08B・P-04B・P-05B・P-06B・P-07B・SH-02B marimekko・SH-07B・SH-08B・SH-09B・LYNX SH-10B・dynapocket T-01B・BlackBerry Bold 9700の開発及び一部機種の発売を発表。
- 2010年（平成22年）6月24日 - 発売開始。

## 不具合
2010年10月13日に以下の不具合の修正がソフトウェアの更新でなされた。
- カメラ撮影時にエラーが表示され、撮影することができない場合がある。

2014年2月27日に以下の不具合の修正がソフトウェアの更新でなされた。
- iモードブラウザの画像表示設定を「表示しない」に設定しているにもかかわらず、ブラウザ閲覧時にまれに画像が表示される場合がある。